# Kwak Si-yang
Kwak Myeong-jin, dit Kwak Si-yang (곽시양), est un acteur et chanteur sud-coréen, né le 15 janvier 1987.

## Filmographie

### Films
- 2014 : Night Flight (야간비행) de Lee Song-hee-il : Sin Yong-joo
- 2016 : Sori: Voice From The Heart (로봇, 소리) de Lee Ho-jae : Hyeon-soo
- 2016 : Elephant in the Room (방 안의 코끼리) de Kwon Chil-in, Kwon Ho-young et Park Soo-young-I (박수영) : Lee Jae-won
- 2016 : Familyhood (굿바이 싱글) de Kim Tae-gon : Kang Ji-hoon
- 2018 : The Witness (목격자) de Jo Kyoo-jang : Tae-ho
- 2019 : La Bataille de Jangsari (장사리: 잊혀진 영웅들) de Kwak Kyung-taek et Tae-hun Kim : Park Chan-nyeon

### Séries télévisées
- 2014 : Glorious Day (기분 좋은날) de Hong Seong-chang : Jeong Hee-joo
- 2015 : Persevere, Goo Hae-ra (칠전팔기 구해라) de Ahn Joon-yeong et Kim Yong-beom : Kang Se-jong
- 2015 : Oh My Ghostess (오 나의 귀신님) de Yoo Je-won : Seo-joon
- 2015 : Everything Will Be Alright (다 잘될 거야) de Kim Won-yong : Kang Gi-chan
- 2016 : One More Happy Ending (한번 더 해피엔딩) de Kwon Sung-Chan : l’homme divorcé (caméo, épisode 1)
- 2016 : Mirror of the Witch (마녀보감) de Jo Hyun-tak : Poong-yeon
- 2016 : Second To Last Love (끝에서 두번째 사랑) de Choi Young-hoon : Park Joon-woo
- 2017 : Three Color Fantasy - Queen of the Ring (세가지 색 판타지 - 반지의 여왕) de Kwon Sung-chan : le modèle professionnel (caméo, épisode 5)
- 2017 : Chicago Typewriter (시카고 타자기) de Kim Cheol-kyu : Bak Tae-min / Heo Yeong-min
- 2017 : Fight for My Way (쌈 마이웨이) de Lee Na-jeong : Kim Nam-il (épisode 11-16)
- 2019 : Four Men (사자) de Kim Jae-hong : Choi Jin-soo
- 2019 : Welcome 2 Life (웰컴2라이프) de Kim Geun-hong et Shim Soo-yeon : Goo Dong-tae
- 2020 : Alice (앨리스) de Baek Soo-chan : Yoo Min-hyeok

## Discographie
- 2015 : Bande originale Persevere, Goo Hae-ra
  - Do You Know? (avec Yoo Sung-eun)
  - Bus Stop (avec Jung Jin-young)
- 2015 : Bande originale 101
  - Love You
  - Stunning
  - You Are My Light